# Final do Grand Prix de Patinação Artística no Gelo de 2001–02
A Final do Grand Prix de Patinação Artística no Gelo de 2001–02 foi a sétima edição da competição, um evento anual de patinação artística no gelo organizado pela União Internacional de Patinação (em inglês:  International Skating Union), e o evento final do Grand Prix de 2001–02. Os patinadores se qualificaram para essa competição através de outras seis competições: Trophée Lalique, NHK Trophy, Cup of Russia, Sparkassen Cup on Ice, Skate America e Skate Canada International. A competição foi disputada entre os dias 13 de dezembro e 16 de dezembro de 2002, na cidade de Kitchener, Ontário, Canadá.

## Eventos
- Individual masculino
- Individual feminino
- Duplas
- Dança no gelo

## Medalhistas
| Evento                        | Ouro                                      | Prata                                          | Bronze                                           |
| Individual masculino detalhes | Alexei Yagudin · Rússia                   | Evgeni Plushenko · Rússia                      | Timothy Goebel · Estados Unidos                  |
| Individual feminino detalhes  | Irina Slutskaya · Rússia                  | Michelle Kwan · Estados Unidos                 | Sarah Hughes · Estados Unidos                    |
| Duplas detalhes               | Jamie Salé · David Pelletier · Canadá     | Elena Berezhnaya · Anton Sikharulidze · Rússia | Shen Xue · Zhao Hongbo · China                   |
| Dança no gelo detalhes        | Shae-Lynn Bourne · Viktor Kraatz · Canadá | Marina Anissina · Gwendal Peizerat · França    | Margarita Drobiazko · Povilas Vanagas · Lituânia |

## Resultados

### Individual masculino
| Pos.              | Nome             | Nacionalidade  | Pontos | PC | PL1 | PL2 |
| ----------------- | ---------------- | -------------- | ------ | -- | --- | --- |
| Medalha de ouro   | Alexei Yagudin   | Rússia         | 3.0    | 2  | 2   | 1   |
| Medalha de prata  | Evgeni Plushenko | Rússia         | 3.0    | 1  | 1   | 2   |
| Medalha de bronze | Timothy Goebel   | Estados Unidos | 6.0    | 3  | 3   | 3   |
| 4                 | Todd Eldredge    | Estados Unidos | 8.4    | 5  | 4   | 4   |
| 5                 | Takeshi Honda    | Japão          | 9.6    | 4  | 5   | 5   |
| 6                 | Ivan Dinev       | Bulgária       | 12.0   | 6  | 6   | 6   |

### Individual feminino
| Pos.              | Nome             | Nacionalidade  | Pontos | PC | PL1 | PL2 |
| ----------------- | ---------------- | -------------- | ------ | -- | --- | --- |
| Medalha de ouro   | Irina Slutskaya  | Rússia         | 2.0    | 1  | 1   | 1   |
| Medalha de prata  | Michelle Kwan    | Estados Unidos | 4.4    | 3  | 2   | 2   |
| Medalha de bronze | Sarah Hughes     | Estados Unidos | 6.4    | 4  | 3   | 3   |
| 4                 | Maria Butyrskaya | Rússia         | 7.2    | 2  | 4   | 4   |
| 5                 | Yoshie Onda      | Japão          | 11.0   | 6  | 6   | 5   |
| 6                 | Tatiana Malinina | Uzbequistão    | 11.0   | 5  | 5   | 6   |

### Duplas
| Pos.              | Nome                                  | Nacionalidade  | Pontos | PC | PL1 | PL2 |
| ----------------- | ------------------------------------- | -------------- | ------ | -- | --- | --- |
| Medalha de ouro   | Jamie Salé / David Pelletier          | Canadá         | 2.6    | 1  | 2   | 1   |
| Medalha de prata  | Elena Berezhnaya / Anton Sikharulidze | Rússia         | 3.4    | 2  | 1   | 2   |
| Medalha de bronze | Shen Xue / Zhao Hongbo                | China          | 6.0    | 3  | 3   | 3   |
| 4                 | Kyoko Ina / John Zimmerman            | Estados Unidos | 8.8    | 6  | 4   | 4   |
| 5                 | Maria Petrova / Alexei Tikhonov       | Rússia         | 10.0   | 5  | 5   | 5   |
| 6                 | Sarah Abitbol / Stéphane Bernadis     | França         | 11.2   | 4  | 6   | 6   |

### Dança no gelo
| Pos.              | Nome                                    | Nacionalidade | Pontos | DO | DL1 | DL2 |
| ----------------- | --------------------------------------- | ------------- | ------ | -- | --- | --- |
| Medalha de ouro   | Shae-Lynn Bourne / Victor Kraatz        | Canadá        | 3.0    | 2  | 2   | 1   |
| Medalha de prata  | Marina Anissina / Gwendal Peizerat      | França        | 3.0    | 1  | 1   | 2   |
| Medalha de bronze | Margarita Drobiazko / Povilas Vanagas   | Lituânia      | 6.4    | 4  | 3   | 3   |
| 4                 | Barbara Fusar-Poli / Maurizio Margaglio | Itália        | 7.6    | 3  | 4   | 4   |
| 5                 | Galit Chait / Sergei Sakhnovski         | Israel        | 10.0   | 5  | 5   | 5   |
| 6                 | Marie-France Dubreuil / Patrice Lauzon  | Canadá        | 12.0   | 6  | 6   | 6   |

## Quadro de medalhas
| Ordem | País           | Medalha de ouro | Medalha de prata | Medalha de bronze |    | Ordem por total |
| ----- | -------------- | --------------- | ---------------- | ----------------- | -- | --------------- |
| 1     | Rússia         | 2               | 2                |                   | 4  | 1               |
| 2     | Canadá         | 2               |                  |                   | 2  | 3               |
| 3     | Estados Unidos |                 | 1                | 2                 | 3  | 2               |
| 4     | França         |                 | 1                |                   | 1  | 4               |
| 5     | China          |                 |                  | 1                 | 1  | 4               |
| 5     | Lituânia       |                 |                  | 1                 | 1  | 4               |
| TOTAL | TOTAL          | 4               | 4                | 4                 | 12 | —               |